# Kjellmyra
Kjellmyra är en tätort i Åsnes kommun i Innlandet fylke i sydöstra Norge. Orten ligger vid fylkesväg 206, på västra sidan av älven Flisa, nordöst om kommunens centralort Flisa.